# 네 멋대로 해라 (드라마)
《네 멋대로 해라》는 2002년 7월 3일부터 2002년 9월 5일까지 MBC에서 수 · 목요일 밤 9시 55분에 방영된 드라마이다.
여느 드라마에서 그려지는 남녀 간의 사랑에 관한 틀을 깨고 차별화된 시각을 제시한 것으로 주목을 받았다.

## 등장 인물

### 주요 인물
- 양동근 : 고복수(26세) 역 - 소매치기 전과 2범, 스턴트맨
- 이나영 : 전경(25세) 역 - 인디 락 키보디스트
- 공효진 : 송미래(27세) 역 - 프로야구 치어걸 5년차, 간호사 공부중
- 이동건 : 한동진(30세) 역 - 문화부 기자

### 복수의 주변 인물
- 신구 : 고중섭(60세) 역 - 복수의 아버지, 마을버스 운전 기사
- 윤여정 : 정유순(50세) 역 - 복수의 어머니, 치킨집 운영
- 김명국 : 박정달(43세) 역 - 복수를 쫓아다니는 장갑 낀 형사
- 정두홍 : 양찬석 역 - 스턴트맨, 액션스쿨 무술감독
- 권재환 : 우찬석 역 - 전직 의사, 스턴트맨
- 허인범 : 꼬붕이(20세) 역 - 복수의 꼬붕
- 박훈정 : 성호 역 - 복수의 동생

### 전경의 주변 인물
- 조경환 : 전낙관(61세) 역 - 전경의 아버지, 호텔 경영
- 이혜숙 : 강인옥(55세) 역 - 전경의 어머니, 전업주부
- 이세창 : 전강(35세) 역 - 전경의 오빠
- 김혜선 : 미선[1] 역 - 전강의 아내
- 전혜진 : 별리 역 - 연정의 후임으로 온 밴드 보컬
- 김재만 : 정국 역 - 밴드 드러머
- 김재욱 : 기홍 역 - 밴드 베이시스트
- 한보람 : 연정 역 - 밴드 기타리스트, 보컬

### 미래의 주변 인물
- 전혜진 : 송현지(15세) 역 - 미래의 동생

### 그 외 인물
- 김혜옥 : 연정의 어머니 역
- 임채무 : 김무영 역 - 인옥의 옛 연인
- 손민경 : 서영은 역 - 치어리더
- 권병길 : 복수엄마가 만나는 남자 역
- 주용만 : 레코드점 주인 역 - 개를 무서워하는 사람
- 신신애 : 별리의 어머니 역 - 새 밴드연습실 건물주
- 허기호 : 의사 역 - 연정의 수술 빨리 시키라고 말하는 의사
- 최용민 : 악기점 주인 역 - 경이 악기를 팔러간 가게 주인
- 한태일 : 밴드연습실 건물주 역
- 이원배 : 복수네 동네 수퍼주인 역
- 전해룡 : 염기사 역 - 전강의 회사에서 중고차 고치는 직원
- 이성호 : 음반회사 대표 역
- 신신범 : 영화감독 역
- 양형욱 : 음반회사 사장의 아들 역
- 송기설
- 허성수
- 이경원
- 김철수
- 박상대
- 오협
- 이성용
- 김호영
- 차윤희
- 한근욱
- 최범호 : 경찰 역
- 이영미
- 박상대
- 김진서
- 송승용
- 조태봉
- 최재형
- 박정규

### 특별출연
- 이지희 : 영화배우 역

## 제작진
| - 기획 : 장근수 - 스턴트 : 서울액션스쿨 - 무술감독 : 정두홍 - 안무지도 : LG치어리더 김선아 - 특수효과 : 장영준 - 촬영 : 임명곤, 공형석, 박정현 - 촬영보 : 김윤형, 이원철 - 조명 : 조흥술, 이광희, 이원희, 김경석, 옥성준, 최영복, 강신규, 박평진 - 동시녹음 : 권왕례, 이규명, 김금종 - 크레인 : 이성렬, 김민구 - 편집감독 : 김시범, 이택주 - 종합편집 : 임경래, 손노식 - 타이틀제작 : 박순미, 최진형 - 더빙 : 안준호, 이성열 - 효과 : 이종렬, 나성환, 고휘재 - 음악 : 최성욱, 구본성, 박성일 - 삽입곡 : Link, 3호선 버터플라이 - 음악자문 : 3호선 버터플라이 - 주제곡 : 이현욱 | - 미술제작 : MBC미술센터 - 무대디자인 : 정지섭 - 장치 : 김병훈, 김긴희, 이재동 - 전식 : 김재성 - 미술지원: 최상준 - 소도구 : 전신규, 곽정훈, 최호경 - 의상 : 김윤경 - 분장 : 김소연, 신병철 - 미용 : 한지현 - 그래픽디자인 : 김익원 - CG : 박국진 - 편집 : 김유미 - 편집보 : 임현희 - 섭외 : 김서곤 - 기록 : 박경리, 최해숙 - 진행 : 정상태, 사석춘, 곽인경, 문신철, 이진우, 신인철, 박민수 - 극본 : 인정옥 - 조연출 : 김우선 - 연출 : 박성수 |

## 수상
- 2002년 MBC 연기대상 미니시리즈부문 남자 우수상, 네티즌이 선정하는 올해의 탤런트상, 기자들이 뽑은 올해의 탤런트상 - 양동근
- 2002년 MBC 연기대상 미니시리즈부문 여자 우수상 - 이나영
- 2002년 MBC 연기대상 인기상 - 공효진
- 2003년 제39회 백상예술대상 TV부문 드라마작품상
- 2003년 제39회 백상예술대상 TV부문 남자 신인 연기상 - 양동근
- 2003년 제39회 백상예술대상 TV부문 극본상 - 인정옥

## 동시간대 드라마
KBS 수목드라마
- 《명성황후》 : 2001년 5월 9일 ~ 2002년 7월 18일
- 《태양인 이제마》 : 2002년 7월 24일 ~ 2002년 10월 31일

SBS 드라마 스페셜
- 《순수의 시대》 : 2002년 7월 3일 ~ 2002년 8월 22일
- 《정》 : 2002년 8월 28일 ~ 2002년 11월 13일

## 참고 사항
- 당초 고복수 역에 차태현이 캐스팅되었으나 영화 《연애소설》의 촬영일정이 예상보다 늦춰지면서 출연이 무산되었다.[2] 또한 전경 역은 송혜교가 낙점되었지만 시기가 맞지 않아 고사했다.[3]
- 방영 당시 좋은 시청률을 기록하지 못하였지만, 종영 후에도 시청자들에게 꾸준한 사랑을 받아왔다.
- 드라마 속의 배경이 된 장소는 드라마를 잊지 못하는 팬들이 방문하는 명소가 되기도 했다.
- 드라마가 시작되기 전에는 '소매치기의 시한부 인생'이란 소재가 지나치게 어둡고 우울했다는 평이었다.
- 하지만, 그런 평을 모두 불식시키며 신데렐라식 스토리나 얽히고 설킨 원한 관계도 없이, 전혀 시도되지 않은 소재나 드라마에 어울리지 않을 듯한 주인공으로 새로운 드라마 장르를 개척해내면서 시청자의 호응을 얻었다.[4]